# Bersac
Pour les articles homonymes, voir Bersac (homonymie).
Bersac est une ancienne commune française du département de la Dordogne.

## Histoire
Lors de la guerre de Cent Ans, Bersac est surprise par l'arrivée soudaine des Anglais, les habitants étant obligés de fuir immédiatement, en laissant leurs animaux, pour échapper à la mort.
Bersac est créée en tant que commune du département de la Dordogne à la Révolution française. En 1793, elle fusionne et s'intègre à Beauregard-de-Terrasson.
Le 24 avril 1906, sur proposition du ministre de l'Intérieur Georges Clemenceau, le  président de la République Armand Fallières signe le décret rétablissant la commune de Bersac à partir de Beauregard-de-Terrasson.
En 1922, Bersac change d'appellation et devient Le Lardin. Le Lardin fusionne ensuite avec la commune de Saint-Lazare le 1er mai 1967 pour former la nouvelle commune du Lardin-Saint-Lazare.

## Lieux et monuments
- L'église Saint-Laurent est mentionnée dans un pouillé du XIIIe siècle[4]. Une de ses cloches date de 1626 ET porte la mention « I-H-S. MA STE LAVRENTIORA PRO NOBIS-1626PARAIN. - LOYS DE BADEFOL SEIGNEVR DVDIT LIEV DE PEYRAV ET AVTRES PLACES »[5].

## Photothèque

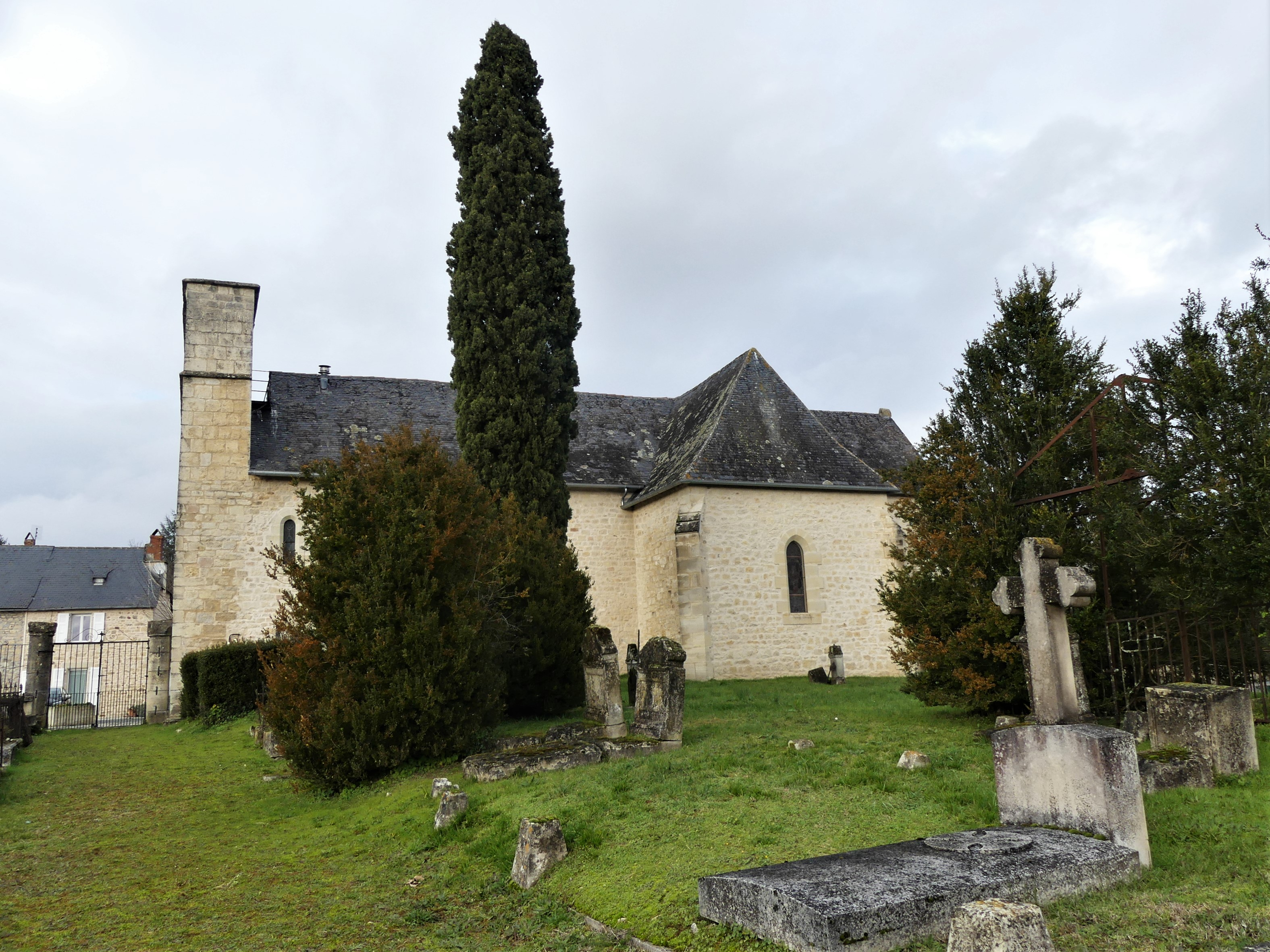
L'église Saint-Laurent.
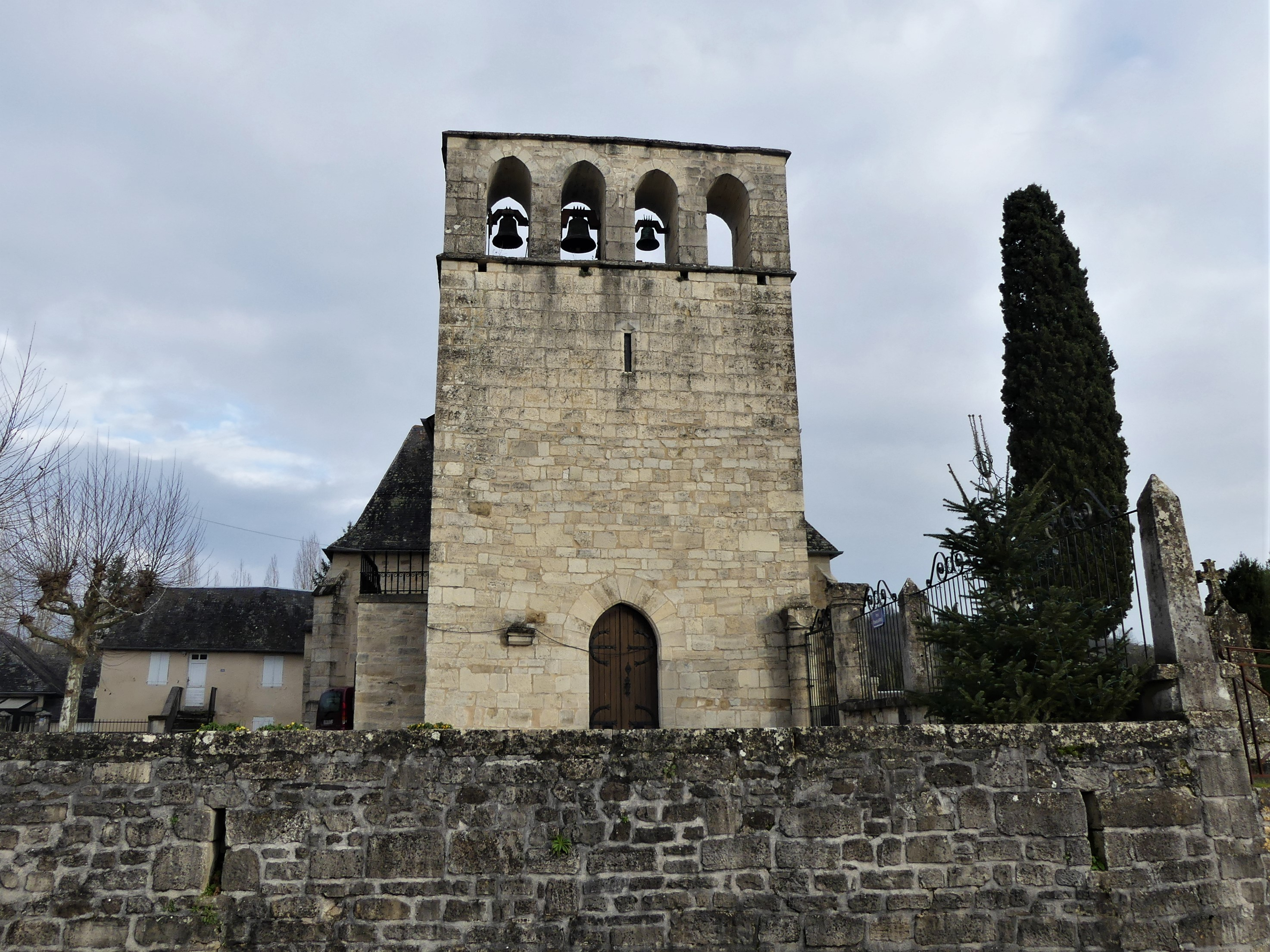
Son clocher-peigne.
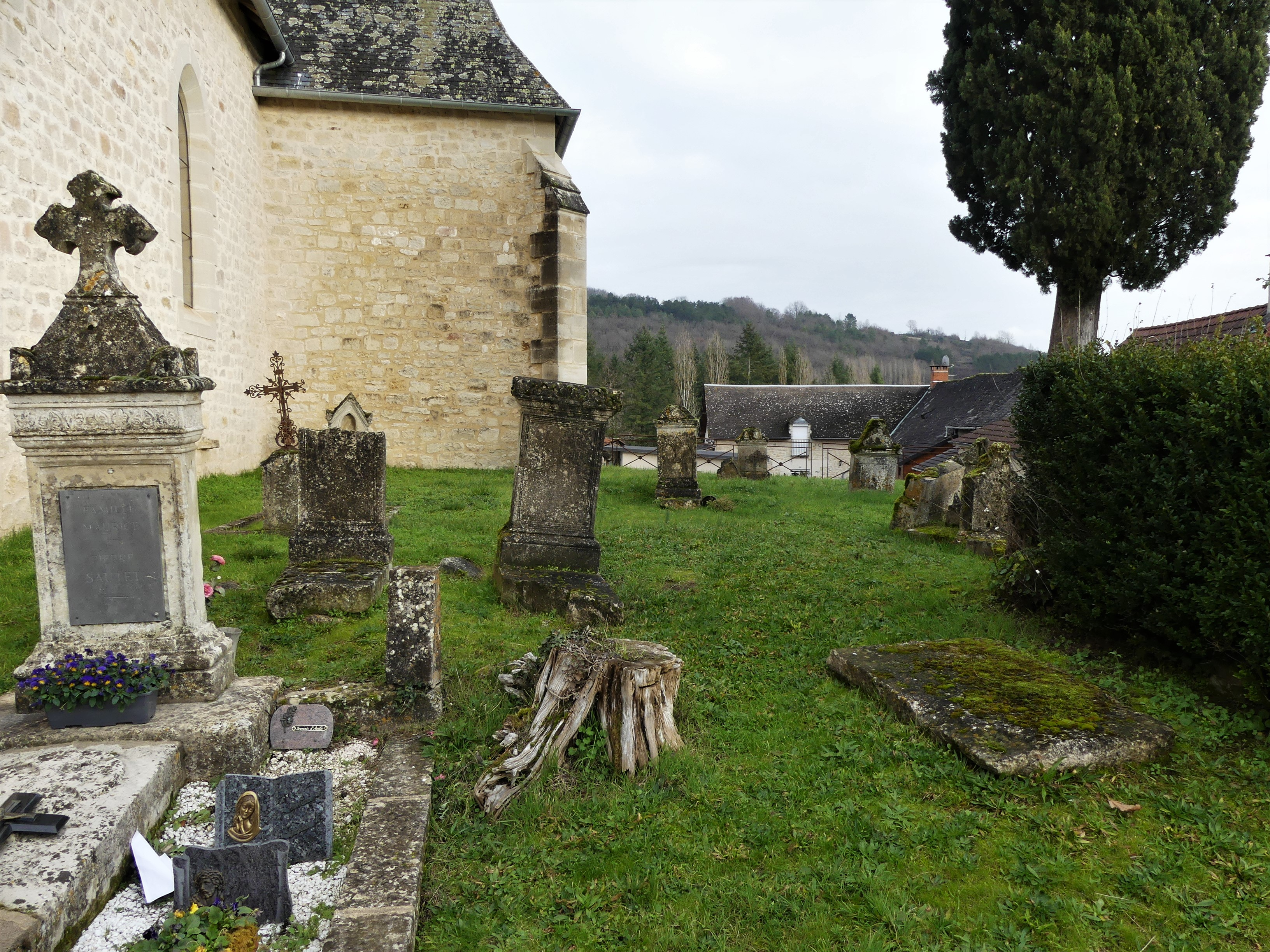
Le cimetière de Bersac.